# Nivernais

Vlag van de Nivernais

Gebied van de Nivernais, verspreid over de huidige departementen

De Nivernais is een streek en een van de historische provincies van Frankrijk. Het is het gebied rond de stad Nevers en valt grotendeels samen met het departement Nièvre. Na de Franse Revolutie werd de provincie in 1790 opgeheven en ging het gebied grotendeels over in het departement Nièvre, genoemd naar de gelijknamige rivier. Kleinere delen in de periferie werden toebedeeld aan de departementen Yonne en Cher.

## Geschiedenis

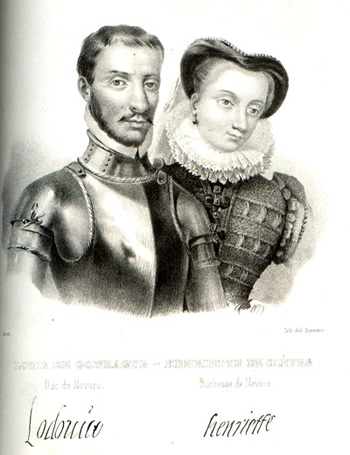
Ludovico Gonzaga en Henriëtte van Nevers in een lithografie uit de 19e eeuw.

In de oudheid werd het gebied bewoond door de Gallische stammen Bituriges, Senones en Aedui. De laatsten hadden hun hoofdstad in Bibracte, gelegen in de Morvan (Saône-et-Loire). Nièvre toont nog vele sporen uit de Gallo-Romeinse tijd. In 52 v.Chr. stond de stad Nebirnum van de Aedui - het huidige Nevers - aan de oorsprong van de Gallische revolte tegen Caesar. In de 2e eeuw werd Nièvre bekeerd tot het christendom.
Hoewel de Bourgondiërs reeds in de 4e eeuw aan de Rhône hun koninkrijk stichtten, kwam Nièvre pas in een laat stadium binnen hun invloedssfeer. In de 6e eeuw werd het bisdom Nevers gesticht, en daarna in de 9e eeuw het graafschap Nevers. Het kwam achtereenvolgens in bezit van de invloedrijke families Courtenay, Châtillon, Vlaanderen en Bourgondië. In 1505 kwam het graafschap in bezit van het huis Kleef, die het in 1538 omvormde tot een hertogdom.

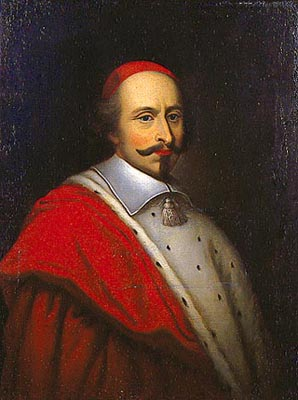
Kardinaal Mazarin verwierf de Nivernais in 1659.

 In 1561 volgde Frans II van Nevers als oudste zoon van Frans I van Nevers zijn vader als hertog op. Frans stierf echter kinderloos in 1562, waarna zijn broer Jacob van Nevers hem opvolgde. Nadat in 1564 ook Jacobus zonder erfgenamen overleed, volgde zijn oudste zuster Henriëtte van Nevers hem als hertogin op. In 1565 huwde Henriëtte met Ludovico Gonzaga van het Italiaanse huis Gonzaga, waardoor deze hertog van Nevers werd. In 1595 werd hun zoon Karel bij de dood van zijn vader de opvolger. In de Mantuaanse Successieoorlog (1628-1631) werd hij tevens hertog van Mantua en markgraaf van Monferrato, waarmee hij de lijn Gonzaga-Nevers vestigde. Bij Karels dood in 1637 werd zijn kleinzoon Karel II van Mantua op 8-jarige leeftijd hertog van Nevers. Tot 1647 regeerde hij onder regentschap van zijn moeder Maria Gonzaga.
Door geldproblemen moest Karel het hertogdom Nevers in 1659 aan kardinaal Mazarin verkopen, waarmee het onderdeel van Frankrijk werd. In 1661 stond Mazarin het hertogdom Nevers af aan zijn neef Philippe, telg van de invloedrijke Romeinse adellijke familie Mancini. In 1707 werd hij opgevolgd door zijn zoon François Mancini. Deze werd op zijn beurt in 1768 opgevolgd door zijn zoon Louis-Jules Mancini als derde en laatste hertog van Nevers. De Franse Revolutie maakte een einde aan het bezit van de Nivernais door de familie Mancini.

## Geografie
De provincie grensde in het noorden aan de Orléanais, in het zuiden aan de Bourbonnais, in het westen aan de Berry en in het oosten aan Bourgondië. De belangrijkste plaatsen waren Nevers (hoofdstad), Pouilly, Cosne, Clamecy, Vézelay, Château-Chinon, Decize, Donzy en La Charité-sur-Loire. Door het rauwe klimaat en de onvruchtbare bodem was het gebied altijd dicht bebost.

## Samenleving
De schraalheid van bestaan was bij uitstek in de Nivernais bevorderlijk voor het ontstaan van bordelage, een geëvolueerde vorm van lijfeigenschap waarbij de landelijk bevolking zich kon inkopen en zich voor een vastgelegde jaarlijkse betaling een minimale bestaanszekerheid verschafte. Bordelage leidde tot grote en complexe huishoudens. De relatie tussen heer en lijfeigene veranderde abrupt in de late middeleeuwen. In de 14e en 15e eeuw daalde de bevolkingsomvang van de Nivernais dramatisch als gevolg van de pest en andere ziektes alsook de Honderdjarige Oorlog.